# Гремучая (приток Енисея)
Гремучая (также Гремяха) — река в Туруханском районе Красноярского края, правый приток реки Енисей.
Исток реки — в южной оконечности озера Карасинское, на высоте 78 м. Длина реки — 48 километров, течёт по низменной болотистой местности, вначале на юг, в среднем течении поворачивает в западном направлении. Впадает в Енисей на расстоянии 774 км от устья.
По данным государственного водного реестра России относится к Енисейскому бассейновому округу. Код водного объекта 17010800212116100103092.